# Aartsbisdom Mariana

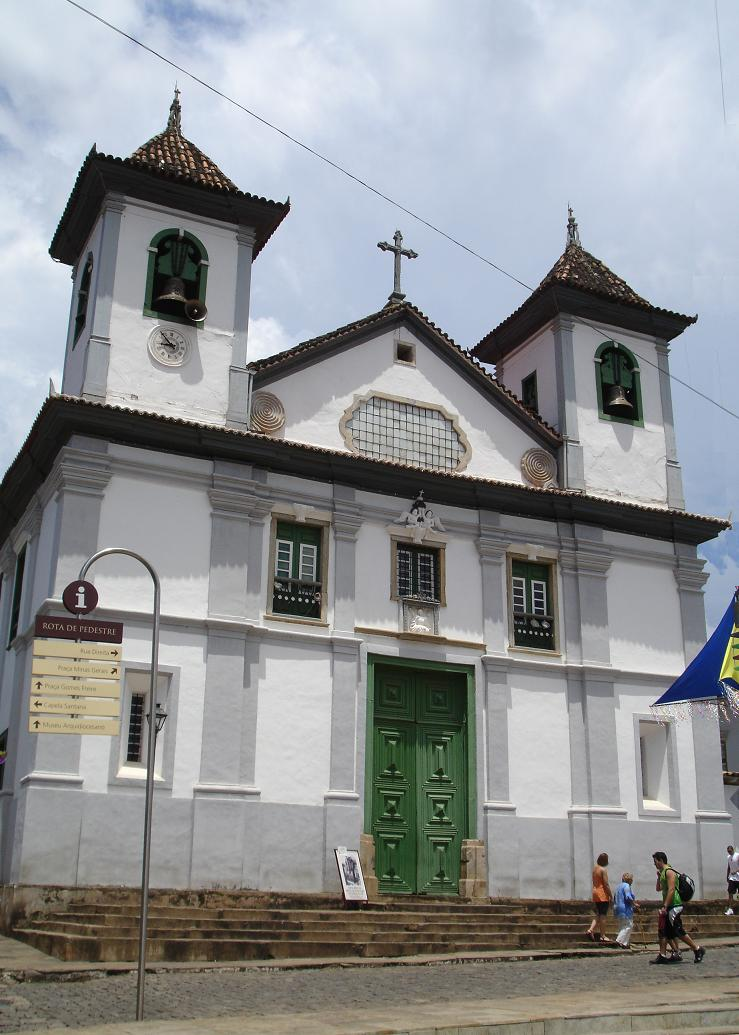
Catedral de Nossa Senhora da Assunção, Mariana

Het aartsbisdom  Mariana (Latijn: Archidioecesis Marianensis, Portugees: Arquidiocese de Mariana) is een rooms-katholiek aartsbisdom in Brazilië met zetel in Mariana. De aartsbisschop van Mariana is metropoliet van de kerkprovincie Mariana, waartoe ook de volgende suffragane bisdommen behoren:
- Caratinga
- Governador Valadares
- Itabira-Fabriciano.

Het bisdom Mariana werd in 1745 opgericht, als een afsplitsing van het aartsbisdom São Sebastião do Rio de Janeiro en werd in 1906 verheven tot aartsbisdom. Het (aarts)bisdom verloor diverse malen stukken grondgebied: in 1854 aan het nieuw opgericht bisdom Diamantina, in 1900 aan Pouso Alegre, in 1918 aan Atterado, in 1921 aan Belo Horizonte, in 1924 aan Juiz de Fora, in 1942 aan Leopoldina, in 1960 aan São João del Rei en in 1965 aan Itabira.
Het aartsbisdom telt 1.247.923 inwoners, waarvan 80,5% rooms-katholiek is (cijfers 2019), verspreid over 135 parochies.

## Bisschoppen
- 1745-1764: Manoel da Cruz Nogueira
- 1771-1773: Joaquim Borges de Figueroa
- 1773-1778: Bartolomeu Manoel Mendes dos Reis
- 1779-1795: Domingos da Encarnação Pontével
- 1797-1817: Cypriano de São José
- 1819-1835: José da Santíssima Trindade Leite
- 1840-1841: Carlos Pereira Freire de Moura
- 1844-1875: Antônio Ferreira Viçoso
- 1877-1896: Antônio Maria Corrêa de Sá e Benevides
- 1896-1922: Silvério Gomes Pimenta (eerste aartsbisschop)
- 1922-1960: Helvécio Gomes de Oliveira
- 1960-1988: Oscar de Oliveira
- 1988-2006: Luciano Pedro Mendes de Almeida
- 2007-2018: Geraldo Lyrio Rocha
- 2018-heden: Airton José dos Santos